# عبد الله السيد شرف
عبد الله السيد شرف (1944 - 1995)، هو  شاعر، كاتب مصري. ولد بقرية صناديد بمحافظة الغريبة.
والده هو الشيخ سيد شرف، أستاذ كرسي التفسير بكلية أصول الدين، وكانت له محاولات لتفسي القرآ الكيرم، من مثل تفسيره لسورة النور، بالإضافة إلى تفسير قصار السور، وهي محاولات لم تنشر على نطاق واسع، غير أن نسخة منها محفوظة بكلية أصول الدين بالقاهرة.
التحق الشاعر في بداية حياته الدراسية بمدرسة الأقباط الابتدائية بمدينة طنطا، حتى وصل إلى السنة الرابعة (النهائية؛ طبقًا لنظام التعليم المعمول به في أواسط خمسينيات القرن الماضي)، غير أن والده كان يرغب في أن يدرس الابن في الأزهر؛ فقام بتحويله إلى الدراسة الأزهرية، بعد أن أتم حفظ القرآن الكريم في عامين (وكان شرطًا للالتحاق بالأزهر)، وانتقل الشاعر ليدرس بالمعهد الأحمدي بمدينة طنطا بدءًا من العام 1960، وكان نظام الدراسة بالمعاهد الأزهرية وقتها يقتضي أن يدرس خمس سنوات، غير أنه واجه صعوبات أثناء هذه الفترة، فلم يتخرج من المعهد قبل عام 1969، التحق بعدها بكلية الإدارة والمعاملات بجامعة الأزهر، بالقاهرة، وتخرج فيها عام 1974.
وكان  واحداً من ابرز المدافعين عن شعر التفعيلة الذي كتب به معظم قصائده. وإلى جانب الشعر مارس كتابة المقالة، كما انجز موسوعة للشعراء المحدثين في مصر مابين عامي 1900 - 1990 م، صدرت عام 1414ه بمساعدة من هيئة جائزة البابطين الكويتية.

## وفاته
توفي يوم 12 أبريل 1995

## من مؤلفاته
من أبرز مؤلفاته:
- العروس الشاردة.
- الحرف التائه.
- القافلة.
- قراءة في صحيفة يومية.
- الانتظار والحرف المجهد.
- تاملات في وجه ملائكي.
- مملكتان.